# Országh László-díj
Az Országh László-díj a magyarországi anglisztika (az angol kultúra és nyelv tudománya) művelőinek elismerésére született 1997-ben.

## Odaítélése
A díjat kétévente két személynek ítélik oda, a díjazott kiválasztása a kuratórium feladata, nominálni a Magyar Anglisztikai Társaság tagjai tudnak. Díjazottak olyan magyar vagy külföldi tudósok, tanárok lehetnek, akik Országh László életművéhez legközelebb álló tudományterületek – elsősorban az angol irodalomtörténet, az amerikanisztika és a nyelvtudomány – művelői. A díjazottak egy bronzplakettet és egy oklevelet kapnak. A díjat a Magyar Anglisztikai Társaság közgyűlésén adják át.

## Története
A díjat a Magyar Anglisztikai Társaság (Hungarian Society for the Study of English) és a Kossuth Lajos Tudományegyetem (KLTE) Bölcsészettudományi Kara (ma: Debreceni Egyetem Bölcsészettudományi és a Gazdaságtudományi Kara) alapították. A díj létrehozásának éve, 1997 volt Országh László – a Kossuth Lajos Tudományegyetem Angol tanszékének professzora, számos közismert angol szótár szerkesztője – születésének 90. évfordulója. A díj alapítása a KLTE Észak-Amerikai Tanszékének részéről Abádi Nagy Zoltán és Virágos Zsolt, az egri Eszterházy Károly Tanárképző Főiskola amerikanisztika tanszéke részéről pedig Vadon Lehel kezdeményezése volt. A díjat 2004-ig évente két szakembernek adták át, 2004 óta pedig kétévente ítélik oda két amerikanisztikával foglalkozónak.

## Díjazottak
- 2025:  Földváry Kinga
- 2023: Kiss Attila, Sári B. László
- 2022: Kállay Géza (posztumusz), Nikolov Marianne
- 2018: Bertha Csilla, József Andor[1]
- 2017: nem volt díjadás
- 2016: Séllei Nóra, Peter Sherwood[1]
- 2014: (2015 januárjában adták át) Fabiny Tibor, Pelyvás Péter[4]
- 2012: Nádasdy Ádám, Szőnyi György Endre [1]
- 2010: Bollobás Enikő, Magyarics Tamás[1]
- 2008: Bényei Tamás, Kurdi Mária[1]
- 2006: Donald E. Morse, Kontra Miklós[1]
- 2004: Dávidházi Péter, Géher István[1]
- 2003: Vadon Lehel, Kövecses Zoltán[1]
- 2002 (2003-ban adták át) Péter Ágnes, Korponay Béla[5]
- 2001: Abádi Nagy Zoltán, Kenesei István[1]
- 2000: Frank Tibor, Budai László[1]
- 1999: Virágos Zsolt, Kretzoi Miklósné (Valkay Sarolta)[1]
- 1998: Pálffy István, Sarbu Aladár[1]
- 1997: Egri Péter, Magay Tamás[1]